# Sagay (Camiguin)
Sagay is een gemeente in de Filipijnse provincie Camiguin. Bij de laatste census in 2007 had de gemeente ruim 11 duizend inwoners.

## Geografie

### Bestuurlijke indeling
Sagay is politiek onderverdeeld in de volgende 9 barangays:
| - Alangilan - Bacnit - Balite - Bonbon - Bugang - Cuña - Manuyog - Mayana - Poblacion |

## Demografie
Sagay had bij de census van 2007 een inwoneraantal van 11.198 mensen. Dit zijn 842 mensen (8,1%) meer dan bij de vorige census van 2000. De gemiddelde jaarlijkse groei komt daarmee uit op 1,08%, hetgeen lager is dan het landelijk jaarlijks gemiddelde over deze periode (2,04%). Vergeleken met de census van 1995 is het aantal mensen met 1.955 (21,2%) toegenomen.

De bevolkingsdichtheid van Sagay was ten tijde van de laatste census, met 11.198 inwoners op 44,13 km², 253,8 mensen per km².

## Fauna
De knaagdieren Bullimus gamay en Apomys camiguinensis zijn alleen gevonden op de berg Mount Timpoong, die in deze gemeente ligt.